# Helsingin Palloseura
Helsingin Palloseura (em sueco: Helsingfors bollklubb) é uma equipe finlandesa de futebol com sede em Helsinque. Disputa em 2015 a Divisão 3 do Campeonato Finlandês de Futebol.
Seus jogos são mandados no Pirkkolan Nurmi.

## História
O Helsingin Palloseura foi fundado em 1917.